# Johnny Burnette
John Joseph Burnett (Johnny Burnette) (Memphis, 25 marzo 1934 – Clearlake, 14 agosto 1964) è stato un cantante statunitense pioniere del genere Rockabilly.
Nativo di Memphis, Tennessee, lavorò per un certo periodo in un'azienda elettrica di quella città ma nel tempo libero assieme al fratello Dorsey al contrabbasso ed a un amico, Paul Burlison alla 
chitarra solista si esibiva in concerti a livello locale.
Nel 1956 i tre si recarono a New York per partecipare al programma televisivo per nuovi talenti The Ted
Mack Original Amateur Hour, dove giunsero in finale, ed incontrarono Henry Jerome, che in seguito divenne loro manager, grazie al quale ottennero un contratto discografico con la Coral Records.
Il primo e unico lavoro del trio fu l'album Johnny
Burnette and the Rock and Roll Trio, pubblicato alla
fine del 1956.
Nonostante apparizioni in televisione e nel film Rock, rock, rock il disco non ottenne un significativo successo di classifica, ma divenne un'importante influenza nel rock,
in particolare la canzone Train Kept A-Rollin' ma anche Honey Hush, Lonesome Train, Baby Blue Eyes, Drinking Wine, Spo-Dee-O-Dee.
.
Johnny Burnette fu anche autore di canzoni che scrisse anche per altri musicisti, in particolare per Ricky Nelson, questi portò al successo brani come: It's Late, Believe What You Say e Just a Little Too Much.
Dopo un breve periodo in cui si esibì in duo con il fratello, Johnny Burnette intraprese una propria carriera solistica in cui piazzò ancora diversi hit da classifica (tra cui Dreamin' e You're Sixteen su tutte), nel 1964 fondò una propria etichetta discografica (Magic Lamp) ma nell'agosto di quello stesso anno perì in un incidente con la sua barca a Clear Lake in California.

## LP originali
- 1956 - Johnny Burnette and the Rock'n Roll Trio (Coral Records, CRL 57080)
- 1960 - Dreamin' (Liberty Records, LRP-3179/LST-7179)
- 1961 - Johnny Burnette (Liberty Records, LRP-3183/LST-7183)
- 1961 - Johnny Burnette Sings (Liberty Records, LRP-3190/LST-7190)
- 1962 - Johnny Burnette's Hits and Other Favorites (Liberty Records, LRP-3206/LST-7206) Raccolta
- 1962 - Roses Are Red (Liberty Records, LRP-3255/LST-7255)

## Pubblicazioni postume
- 1964 - The Johnny Burnette Story (Liberty Records, LRP-3389/LST-7389) Raccolta
- 1967 - Dreamin' (Sunset Records, SUM-1179) Raccolta
- 1975 - The Very Best of Johnny Burnette (United Artists Records, UA-LA432-G) Raccolta
- 1978 - Tear It Up (Solid Smoke Records, SS-8001) Raccolta
- 1981 - Johnny Burnette Story (Liberty Records, K22P-137) Raccolta
- 1982 - Listen to Johnny Burnette! (MCA Records, MCA-1513) Raccolta
- 1983 - Rock'n Roll (Skyline Records, 1254) Raccolta
- 1985 - The Rock'N'Roll Trio (Alligator Records, 56.0072) Raccolta
- 1986 - Sings Collectible Recordings (Musketeer Records, LP 1062) Raccolta
- 1988 - We're Havin' a Party (Rockstar Records, RSR LP 1017) Raccolta
- 1989 - The Best of Johnny Burnette (EMI Records, EMS 1324) Raccolta
- 1991 - Sings Rare Items Vol. 1 (Liberty Records, LST 7190) Raccolta
- 1991 - Sings Rare Items Vol. 2 (Liberty Records, LST 7389) Raccolta
- 1992 - The Best of Johnny Burnette, You're Sixteen (Liberty Records, E2-99997)
- 2004 - The Complete Recordings 1955-1964 (Bear Family Records, BCD 16438 IL) Raccolta, 9 CD
- 2004 - Crazy Date: Rock and Roll Demos Volume 1 (Norton Records, ED-308)
- 2004 - Crazy Date: Rock and Roll Demos Volume 2 (Norton Records, ED-309)